# DDR4

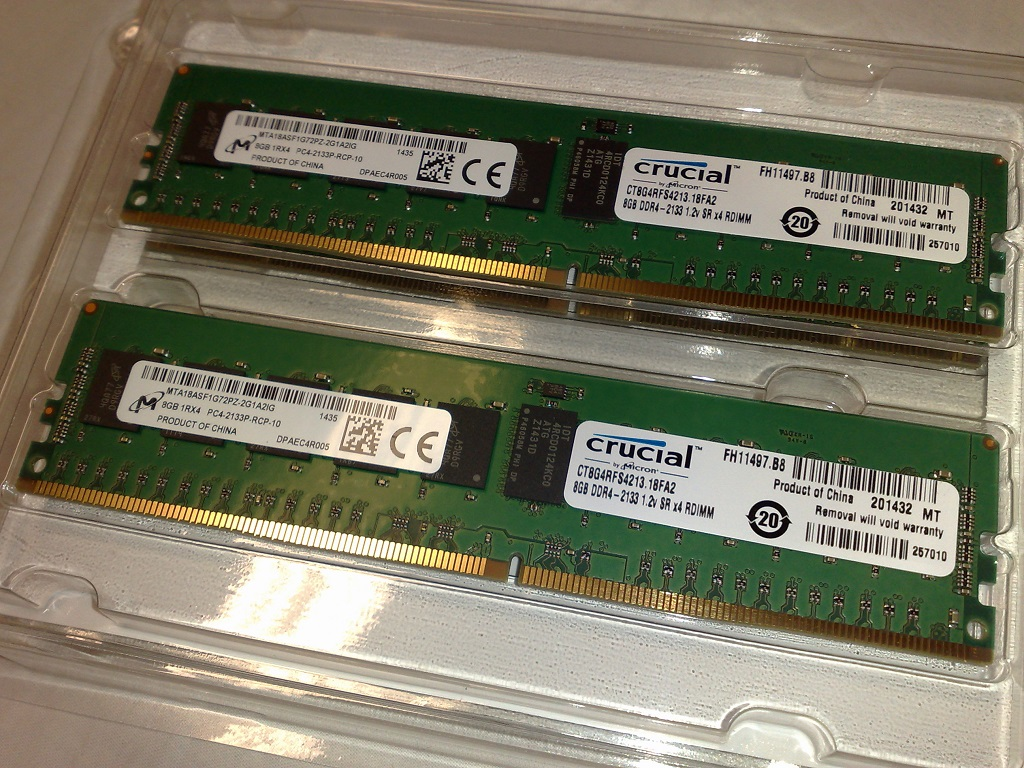
Dwa moduły pamięci DDR4

Porównanie wyglądu modułów pamięci DDR, DDR2, DDR3 i DDR4

DDR4 SDRAM (ang. Double Data Rate Synchronous Dynamic Random Access Memory (version 4)) – standard pamięci RAM typu SDRAM, będący rozwinięciem pamięci DDR, DDR2 i DDR3, stosowanych w komputerach jako pamięć operacyjna.
Pamięć DDR4 umożliwia zastosowanie napięcia 1,2 V w porównaniu z 1,5 V dla DDR3, 1,8 V dla DDR2 i 2,5 V dla DDR. Dzięki temu pamięć DDR4 charakteryzuje się zmniejszonym poborem mocy o około 20% w stosunku do pamięci DDR3 oraz większą przepustowością w porównaniu do DDR3, DDR2 i DDR. Pamięci DDR4 nie są kompatybilne wstecz, tzn. nie współpracują z chipsetami obsługującymi DDR, DDR2 i DDR3.
Obsługa pamięci DDR4 przez procesory została wprowadzona w 2014 roku w chipsetach płyt głównych. W przypadku produktów firmy Intel, pamięci DDR4 są obsługiwane wyłącznie przez płyty główne z chipsetem Intel X99 i gniazdem LGA 2011v3, jak również LGA 1151 i LGA 1200, niezależnie od chipsetu. W przypadku produktów firmy AMD, pamięci DDR4 są obsługiwane przez wszystkie płyty główne oparte na gnieździe AM4, TR4, sTRX4 oraz SP3.

## Rodzaje modułów pamięci DDR4
Organizacja JEDEC wyróżnia siedem następujących standardów modułów pamięci DDR4:
| Nazwa standardu | Zegar pamięci (MHz) | Zegar szyny I/O (MHz) | Transmisja danych (MT/s) | Nazwa modułu | Maksymalna szybkość transferu (MB/s) |
| --------------- | ------------------- | --------------------- | ------------------------ | ------------ | ------------------------------------ |
| DDR4-1600       | 200                 | 800                   | 1600                     | PC4-12800    | 12800                                |
| DDR4-1866       | 233,33              | 933,33                | 1866,67                  | PC4-14900    | 14933,33                             |
| DDR4-2133       | 266,67              | 1066,67               | 2133,33                  | PC4-17000    | 17066,67                             |
| DDR4-2400       | 300                 | 1200                  | 2400                     | PC4-19200    | 19200                                |
| DDR4-2666       | 333,33              | 1333,33               | 2666,67                  | PC4-21333    | 21333,33                             |
| DDR4-2933       | 366,67              | 1466,67               | 2933,33                  | PC4-23466    | 23466,67                             |
| DDR4-3200       | 400                 | 1600                  | 3200                     | PC4-25600    | 25600                                |

Pamięci DDR4 SDRAM występują w modułach o pojemności od 2GB do 256GB.

## Zalety w stosunku do DDR3
- większa przepustowość przy niższym napięciu[7]
- mniejszy pobór prądu o 20%[7]